# 诺贝特·哈恩

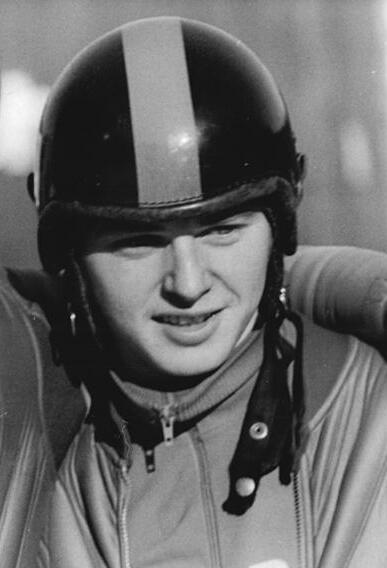
诺贝特·哈恩 (1974年)

诺贝特·哈恩（德語：Norbert Hahn，1954年1月6日—），德国男子雪橇运动员。他曾代表东德参加1976年和1980年冬季奥林匹克运动会雪橇比赛，获得二枚金牌，均来自双人项目。